# Laboratoire Gallia
 (août 2018).
Si vous disposez d'ouvrages ou d'articles de référence ou si vous connaissez des sites web de qualité traitant du thème abordé ici, merci de compléter l'article en donnant les références utiles à sa vérifiabilité et en les liant à la section « Notes et références ».
Fondée en 1947, Laboratoire Gallia est une marque française de lait infantile de l’entreprise Blédina, filiale du groupe international Danone. 

## Histoire

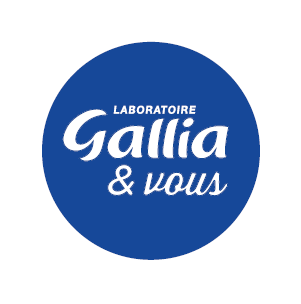
Laboratoire Gallia & Vous

Laboratoire Gallia, anciennement « Gallia » est une marque créée en 1947 par Charles Gervais en Normandie. Fabriqué sur le site de Steenvoorde, Laboratoire Gallia rejoint le groupe Danone en 1967 à la suite de la fusion entre Gervais et Danone. Il devient ainsi une marque de l’entreprise Blédina.
Entre 1987 et 1990, Laboratoire Gallia prend le nom de Gallia-HPH puis de Nutripharm SA et enfin Nutripharm Elgi. 
En 1998, l’entreprise Diépal NSA, filiale de Danone, investit dans l’alimentation infantile et devient Blédina SA. Laboratoire Gallia commercialise les laits épaissis Gallia Premium 1 et 2. 

## Informations économiques
En 2008, sur le marché du lait infantile, Blédina de Danone représente 37 % des ventes avec Gallia et Blédilait. 

## Sécurité alimentaire
Fin octobre 2018, une larve a été trouvée vivante dans une boîte de lait infantile Gallia 2e âge, produite en avril 2018. Le Groupe Danone a indiqué qu'il n'avait pas connaissance d'autre plainte concernant des boîtes de lait issues de ce lot. Il estime que la larve n’a pas pu arriver jusqu’à la ligne de production, car elle ne serait pas restée vivante si longtemps, mais qu'en revanche, il est possible qu’elle se soit introduite dans l’entrepôt de stockage.
De janvier 2019 à mars 2020, une vingtaine de personnes ont porté plainte contre le Groupe Danone après avoir retrouvé des larves dans leur poudre pour bébé de la marque Gallia. De son côté, le laboratoire Gallia, mentionne qu'« aucun incident ou non conformité n'a été relevé sur les lots identifiés » ni sur la ligne de production et précise avoir élargi ses investigations à l'ensemble de sa chaîne logistique.
En mars 2021, un pansement usagé est découvert dans un lait Galliagest "croissance 3+12 mois", produit dans une usine de Lyon.
En juillet 2023, l'association pour la santé des enfants (APS Enfants, anciennement AFVLCS) déclare avoir reçu 110 signalements en 3 ans de parents qui ont trouvé des vers dans la poudre de la marque, dont la chaîne de production serait en Irlande. La marque répond que, à la suite de signalements depuis 2020, elle a mis en place un « audit de très grande ampleur » comprenant l'analyse de 100 000 boîtes, qui n'a rien donné et renforcé la sécurité des boîtes « grâce à un film protecteur autour du couvercle » et des caisses de transports.

## Liens Externes
Site officiel